# Dãy Gissar

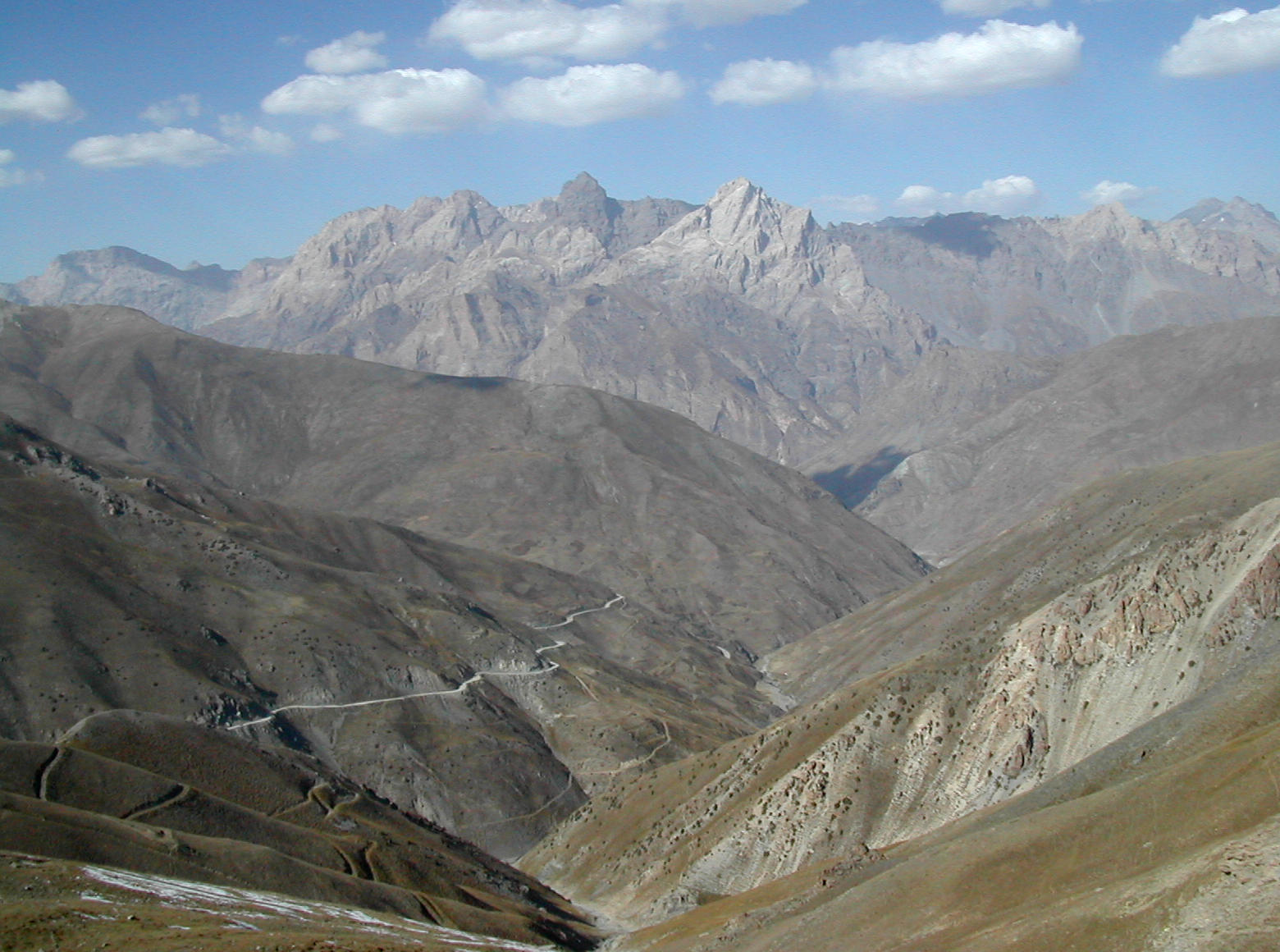
Tầm nhìn dãy Hissar từ đồi Anzob với dãy Zarafshan ở phía sau

Dãy Gissar (tiếng Nga: Гиссарский хребет; tiếng Tajik: Қаторкӯҳи Ҳисор, Qatorköhi Hisor; tiếng Uzbek: Hisor tizmasi; cũng có tên khác là dãy Hissar hoặc Hisor) là tên của một dãy núi ở giữa châu Á, ở phần phía tây của hệ thống núi Pamir-Alay. Nh2in chung, nó kéo dài hơn 200 km theo hướng đông - tây, vì thế, nó băng ngang qua lãnh thổ Tajikistan và Uzbekistan.

## Về địa lý
Dãy núi này nằm ở phía nam của dãy Zarafshan, mở rộng đến phía bắc của thủ đô Tajikistan, Dushanbe, băng qua cả vùng Gissar (vùng này nằm trong các vùng thuộc nền cộng hòa lệ thuộc (tiếng Anh: Republican Subordination)) rồi dừng lại ở tỉnh Surxondaryo. Điểm có độ cao cao nhất dãy Gissar là ở vùng biên giới của Uzbekistan với Tajikistan, chỉ ở hướng tây - bắc của Dusharibe với độ cao 4,643 mét (15,233 feet). Trước đây, vị trí này được đặt tên là Đỉnh núi của đại hội đảng Cộng sản lần thứ 22 (tiếng Anh: Peak of the 22nd Congress of the Communist Party), về sau tên gọi bị xóa đi và nó không có tên trong một khoảng thời gian dài. Đến ngày nay thì người đặt tên cho nó là Khazret Sultan. Bên cạnh đó, nó là ngọn núi cao nhất Uzbekistan. Dãy núi này theo như nghiên cứu của các nhà địa chất học thì bao gồm sa thạch, đá phiến, đá thuộc dạng tinh thể và đá hoa cương.

### Tự nhiên
Thung lũng Hissar (Gissar) có diện tích là khoảng 3,000 ha (7,400 acre) đã được bao gồm là một phần của vườn quốc gia Shirkent. Những năm tới đây, diện tích của vườn quốc gia được hy vọng là đạt 30,000 ha (74,000 acre). Bởi vì nơi đây tập trung nhiều địa điểm mang tính lịch sử và hoặc có giá trị trong các lĩnh vực khoa học cao đến bất thường.
Lượng mưa hằng năm của khu vực này được đo đạc lên đến 1600mm.